# ثورة ويات

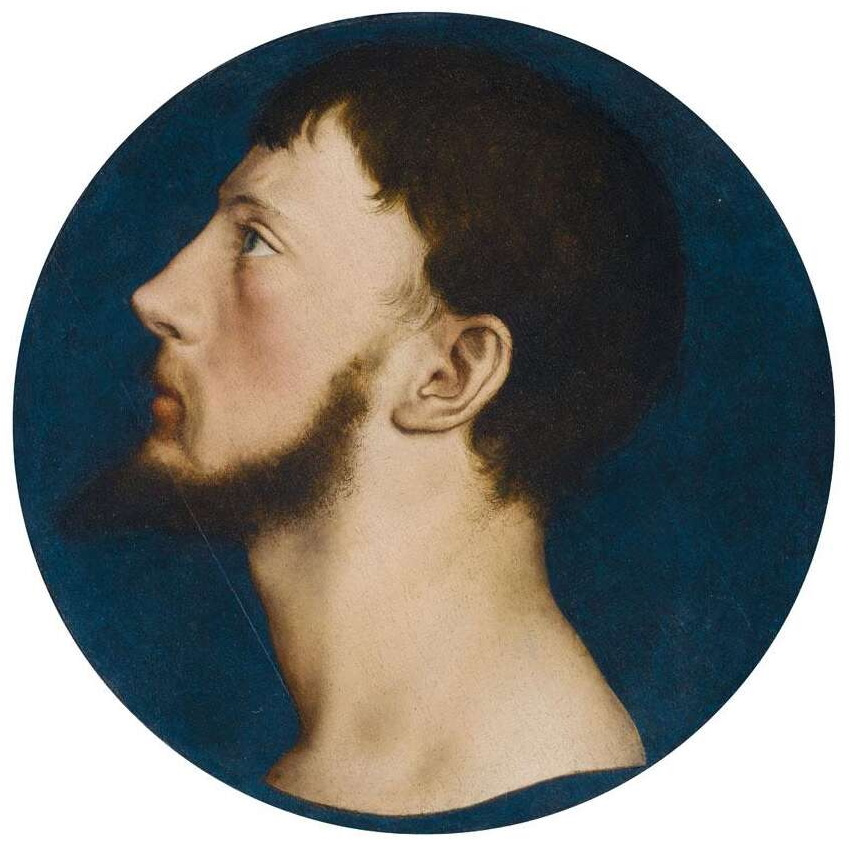
صورة توماس ويات الابن بواسطة هانس هولباين الابن،حوالي 1540-42

ثورة ويات (بالإنجليزية: Wyatt's rebellion)‏، وهي ثورة شعبية حدثت في إنجلترا عام 1554، وجاءت التسمية على توماس ويات الذي كان أحد قادتها. وسبب الثورة هو القلق من إصرار الملكة ماري من الزواج من فيليب ملك إسبانيا، الذي كانت سياسة مع اللغة الإنجليزية مكروهة. وكان من أهداف الثورة الإطاحة بالملكة ماري، بالرغم من عدم ذكره كهدف صريح.